# Godfried Vervisch
Pour les articles homonymes, voir Vervisch.
Godfried Vervisch, né le 4 février 1930 à Ypres et mort le 15 mai 2014, est un peintre belge. 

## Biographie
Godfried Vervisch naît le 4 février 1930 à Ypres,. Il s'inscrit dans le sillage de Paul Mass et de Roger Somville. Il se tourne ensuite vers l'art brut et peint des hommes simples d'une manière qui évoque l'écriture des enfants, tout en révélant une technique puissante. Il se peint lui-même et peint son environnement. Il a une prédilection pour des thèmes et des histoires relatifs à son entourage immédiat. 
Ses autoportraits révèlent une quête de soi, une interrogation sur un avenir incertain.
Il vit à Zillebeke.
Godfried Vervisch meurt en 2014 à l'âge de 84 ans.

## Collections Publiques
Arlon, Musée-Gaspar, collection de l'Institut Archéologique du Luxembourg, Le baiser, sérigraphie en couleur, 50X70.